# Lista artiștilor ai Metal Blade Records
Acesta listă prezintă artiștii actuali și din trecut care au semnat contracte cu casa de discuri Metal Blade Records.

### Actuali
- 3
- Abiotic (fomație)
- The Absence
- Across The Sun
- Aeon
- Allegaeon
- Amon Amarth
- Anima
- Arch/Matheos
- Armored Saint
- As I Lay Dying
- As You Drown
- Austrian Death Machine
- Autumn
- Barn Burner
- Battlecross
- Behemoth
- Believer
- Between the Buried and Me
- Beverly Hellfire
- Beyond the Shore
- Beyond the Sixth Seal
- Bison B.C.
- Bitch
- The Black Dahlia Murder
- Bolt Thrower
- Born from Pain
- Brain Drill
- Brainstorm
- Cannibal Corpse
- Cataract
- Cattle Decapitation
- Charred Walls of the Damned
- Church of Misery
- Dawn of Ashes
- Desaster
- The Devil's Blood
- Dew-Scented
- Disillusion
- Don Jamieson
- Ensiferum
- Facebreaker
- Falconer
- Fleshcrawl
- Fleshwrought
- Goatwhore
- God Dethroned
- Gwar
- Gypsyhawk
- Hail of Bullets
- Hammers of Misfortune
- Hate Eternal
- House of Heavy
- In Solitude
- Intensus
- Jim Florentine
- Job for a Cowboy
- King Diamond
- King of Asgard
- Lay Down Rotten
- Lazarus A.D.
- Lightning Swords of Death
- Lizzy Borden
- Malefice
- Mercyful Fate
- Neaera
- Negligence
- The Ocean Collective
- One-Way Mirror
- OSI
- Overcast
- Paths of Possession
- Pentagram
- Pilgrim
- Polluted Inheritance
- Primordial
- Psyopus
- Pyrithion
- Razor of Occam
- The Red Chord
- Rivers Of Nihil
- Rose Funeral
- Shai Hulud
- Sister
- Six Feet Under
- Skyforger
- Slough Feg
- Soilent Green
- System Divide
- Thomas Giles
- Transatlantic
- Týr
- Uncle Acid & the Deadbeats
- Unearth
- Vomitory
- Whitechapel

### Foști
- A Love Ends Suicide (Disbanded 2006)
- Aeternam (Active)
- Aletheian
- Anacrusis (Active)
- Ancient (Active)
- Anterior (Disbanded 2012)
- Anvil (Active)`
- Angel Witch
- Angel Blake (Active, with Dynamic Arts Records)
- The Arcane Order
- John Arch (Inactive)
- Artch (Active)
- Beyond the Embrace (Inactive)
- Bitter End (Disbanded 1992)
- Callenish Circle (Disbanded 2007)
- Cellador
- Chemlab (Active)
- Cradle of Filth (Active, with Peaceville Records)
- The Crimson Armada (Disbanded 2012)
- The Crown (Disbanded 2004, Reformed in 2009)
- Dance Club Massacre
- Dark Funeral
- Darkness Dynamite
- Demiricous (Active)
- Diabulus in Musica
- Dr Know (Active)
- Dirty Rotten Imbeciles (Active)
- Eidolon (On-hold)
- Enthroned
- Epicurean
- Evergreen Terrace (Active, with Rise Records)
- Eryn Non Dae
- Fate (Disbanded 2009)
- Fates Warning (Active, InsideOut Music)
- Forever in Terror (Active, Independent)
- Flotsam and Jetsam (Active, Driven Music Group)
- Fragments of Unbecoming
- Fueled by Fire (Active)
- Galactic Cowboys (Disbanded 2000)
- Gaza[necesită citare]
- Glorior Belli (Active, with Agonia Records)
- Goo Goo Dolls (Active, with Warner Bros. Records)
- Hatchet
- Hecate Enthroned
- Helstar (Active, with AFM Records)
- Hirax (Active, with Black Devil Records)
- I Killed the Prom Queen (On Hiatus)
- If Hope Dies
- Impious
- In Battle (Active, with Nocturnal Art Production/Candlelight Records)
- In Ruins (Inactive)
- Incapacity (Active, with RAHW Productions)
- Into the Moat
- Jacob's Dream
- King's X (Active, with InsideOut Music)
- Kiss Tomorrow Goodbye (Disbanded 2010)
- Liege Lord (Disbanded 1990) (Reformed 2013)
- Lord Belial (Disbanded)
- Loss For Words (Inactive)
- Manowar (Active, with Magic Circle Music)
- Machinemade God (Disbanded 2008)
- The Mentors (Active)
- Metallica (Active, with Elektra Records now with Warner Bros. Records) and later left Warner Bros. in 2008
- Molotov Solution (On Hiatus)
- Mourn Thy Passing (Disbanded 1996)
- Omen (Active, with DSN Music)
- Phoenix Mourning (Disbanded 2008)
- Powerwolf (Active, now signed to Napalm Records)
- Ravage
- The Red Death
- Rigor Mortis
- The Rotted
- Those Who Lie Beneath (Active)
- Sacred Reich (Active, with Hollywood Records)
- Sacrifice (active)
- Shining Fury (Active, Independent)
- Since the Flood (Disbanded 2008)
- Slayer (Active, with American Recordings/Sony Music Entertainment)
- Sonic Reign
- Spock's Beard (Active, Independent)
- Starwood (Status Unknown)
- Symphorce (Disbanded 2011)
- Tactics (Disbanded 1993)
- Talas (Inactive)
- Taramis (disbanded 1993)[2]
- This Ending
- Thought Industry
- Torchbearer (Active, with Vic Records)
- Torture Killer (Active, with Dynamic Art Records)
- Tourniquet, (Active, with Pathogenic Records)
- Trigger the Bloodshed
- Trouble (Active, with Century Media)
- Vader (Active, with Nuclear Blast)
- Viking (Disbanded 1990, Reformed 2011, currently unsigned)
- Voivod (Active, with Relapse Records)
- Winter Solstice (Disbanded 2006)
- Woe of Tyrants
- Yob (Active, with Profound Lore Records)